# 范德偉山
范德偉山（英語：Mount Van der Veer）是南極洲的山峰，位於瑪麗伯德地，處於龍尼山東南面15公里，屬於海恩斯山脈的一部分，由美國研究隊繪入地圖，現時由南極條約體系管理。